# Gooswijn Wilhelm van der Lawick

Wapen van der Lawick

Gooswijn Wilhelm van der Lawick (±1630 - Bredevoort, 18 juni 1665) was kapitein en heer van Oldenbernsvelt, drost en gouverneur van de heerlijkheid Bredevoort. 

## Geschiedenis
Gooswijn was een zoon van drost Georg Nicolaas van der Lawick en Gerardina Judith van Hambroick. In 1650 en 1653 weet hij een akte van survivance te bemachtigen, waarmee hij het recht krijgt om hem op te volgen als drost van Bredevoort. 
Gooswijn trouwde met Henriëtte Charlotte Vijgh op 27 mei 1657 in Zoelen. Op 23 februari 1661 werd hij benoemd tot drost van Bredevoort, als opvolger van zijn vader.